# Primarni alkohol
Primarni alkohol je alkohol koji ima hidroksilnu grupu vezanu za primarni ugljenik. On se takođe definiše kao molekul koji sadrži  grupu.
U kontrastu s tim, sekundarni alkohol ima opštu formulu “–CHROH”, a tercijarni , gde “R” označava grupu koja sadrži ugljenik.
Primeri primarnih alkohola su etanol i butanol.
Neki izvori uključuju metanol u primarne alkohole, ali je ta interpretacija manje zastupljena u modernim udžbenicima.